# アイダ・J・オーランド
アイダ・J・オーランド（Ida Jean Orlando、1926年 -2007年 ）は、アメリカ合衆国の看護学者。

## 略歴
イタリア移民の家系に生まれる。ニューヨーク医科大学のロウアー・フィフス・アヴェニュー病院付属の看護学校で看護師の免許を取得。大学は、やはりニューヨークのセント・ジョンズ大学の公衆衛生看護学科を卒業。その後、コロンビア大学教育学部で修士号を取得。看護教育の場では、イェール大学の助教授の地位にあり、そこの大学院で精神衛生看護の部門で主任を務めた。この時期、国立精神衛生研究所で、研究プロジェクトを率いるなどしている。
大学の位置を離れてからも、結婚生活をおくっているボストン近辺で、数多くの肩書きをもって、精力的な活動を続けている。たとえば、ハーバード大学の地域健康プランの評議委員会の委員や、その他の国内外の学会、研究組織の国内委員や国際委員など。

## 主要な著作
- Orlando, I. J.;The dynamic nurse-patient relationship:Function, process and principles. 1961（日本語訳『看護の探究 ダイナミックな人間関係をもとにした方法』メヂカルフレンド社 1980年）
- Orlando, I. J.;The discipline and teaching of nursing process:An evaluative study. 1971（日本語訳『看護過程の教育訓練』現代社 1977年）